# Раєвська
Раєвська — станиця в Краснодарському краї, Росія, входить до складу муніципального утворення місто-герой Новоросійськ. Центр Раєвського сільського округу.
Населення — 8 409 мешканців (2002).
Станиця розташована за 21 км на північний захід від центру Новоросійська, за 19 км на схід від Анапи.

## Історія
У 1839 році на річці Маскага було побудовано форт Раєвський. У створенні укріплення брав участь начальник Чорноморської берегової лінії, генерал-лейтенант Раєвський Микола Миколайович (молодший). Саме він запропонував будівництво лінії захисних споруд. Заснована станиця Раєвська в 1862 році, коли близько 40 сімей зі станиці Калніболотська були поселені в станиці для заселення закубанських земель, відвойованих у горян. Названа на честь генерала Раєвського.